# Пріпору (Горж)
Пріпору (рум. Priporu) — село у повіті Горж в Румунії. Входить до складу комуни Чуперчень.
Село розташоване на відстані 252 км на захід від Бухареста, 26 км на південний захід від Тиргу-Жіу, 94 км на північний захід від Крайови.

## Населення
За даними перепису населення 2002 року у селі проживали 73 особи, усі — румуни. Усі жителі села рідною мовою назвали румунську.